# ディプロマシー
ディプロマシー（Diplomacy）とは、アラン・B・カラマー（Allan B Calhamer、1931年 - 2013年）が制作したボードゲーム。1954年に完成し、1959年より小規模ながら一般に販売されるようになり、その後アバロンヒル社（Avalon Hill、現在はウィザーズ・オブ・ザ・コーストの1ブランド）により広く販売されるようになった。2013年現在、ホビージャパンが輸入販売している。

## 概要

### ゲームの概略
本作は7人のプレイヤーが第一次世界大戦前の緊張した関係にあるヨーロッパ列強7ヶ国をそれぞれ担当し、ヨーロッパの覇権を巡って争う戦略ボードゲームである。 「diplomacy（外交）」という単語が示す通り、ルールそのものはごく単純であって、「外交」すなわちプレイヤー同士の取り引きや同盟がプレイの中核を成している。「いかにして他のプレイヤーの助けを得るか」「どのタイミングで他のプレイヤーを裏切るか」といった駆け引きと策略、外交センスが問われるゲームである。かつてイギリスの『ゲームズ・アンド・パズル』誌は「ディプロマシーは、今世紀に発売された最も偉大なインドア・ボードゲームである」と賛辞を述べた。
本作には有志によって様々な追加マップが作られているほか、1994年に続編として19世紀末アジアを舞台とする『コロニアル（植民地）・ディプロマシー』がアバロンヒルより発売された。また、舞台をルネサンス期のイタリアに移し、国家収入による経済の観念や疫病などのランダム要素（よって、ゲーム通貨による買収や暗殺も交渉の道具となる）を付け加えた『マキャベリ』も、アバロンヒル より発売されている。

### ゲームの特徴
本作の最大の特徴は、プレイ要素からサイコロやシャッフルといった、一切のランダム性が排除されている点にある。ゲームの勝敗は、全てプレイヤー間の外交交渉および、プレイ戦略に起因する。プレイヤー間の純粋な力量差が勝敗に直結する事から、駆け引きと策略、外交センスが問われるゲームと称される理由となっている。

## プレイの内容

### プレイの概略
ゲーム盤は、ヨーロッパ地図が描かれたボードである。ボード上では、ヨーロッパが56の陸地と19の海域に分割されている（ただしスイスは中立国のため、入ることのできない障害物となっている）。56の陸地のうち主要な34地域には黒点が打ってあり、これを補給地（サプライ・センター）と呼ぶ。プレイヤーは7人。各々が陸軍・海軍と複数の補給地を持っており、各プレイヤーはこれら軍隊を駒として使いヨーロッパ全土の補給地を奪い合うことになる。一般的なルールとしては、補給地を18獲得した時点でそのプレイヤーの勝利とするが、時間が長くかかりすぎるという理由から時間を区切り、終了時の補給地数で勝敗を決する場合も多い。

### 各国の概要
各々の国名と駒の色、初期戦力、初期配置を示す。（駒の色はアヴァロン・ヒル社版に準拠、地名略称は後述）
表記　A－アーミー（陸軍）F－フリート（海軍）
| 国名                             | 駒の色 | 陸軍の数 | 海軍の数 | 陸軍の初期配置 | 海軍の初期配           |
| -------------------------------- | ------ | -------- | -------- | -------------- | ---------------------- |
| イギリス                         | 藍     | 1        | 2        | Lpl            | Lon,Edi                |
| ドイツ                           | 黒     | 2        | 1        | Ber,Mun        | Kie                    |
| ロシア                           | 白     | 2        | 2        | Mos,War        | StP（South Coast）,Sev |
| オスマン帝国（オスマン・トルコ） | 黄     | 2        | 1        | Con,Smy        | Ank                    |
| オーストリア・ハンガリー         | 赤     | 2        | 1        | Vie,Bud        | Tri                    |
| イタリア                         | 緑     | 2        | 1        | Rom,Ven        | Nap                    |
| フランス                         | 青     | 2        | 1        | Par,Mar        | Bre                    |

国によって戦力に明確な差があることが見て取れる。しかしこのゲームでは、往々にして「強さが仇となる」ケースも多いため、戦力的に劣るからといって直ちに不利だとは言えない。

## ゲームの流れ
本作では1回の行動（ターン）がゲーム内での半年にあたる。すなわち、「1901年春」から始まり「1901年秋」「1902年春」･･･と続いていく。
また、このゲームではプレイヤーは順に行動していくのではなく、全員が一斉に行動する。具体的に言うと、各ターン（半年）の初めに自軍（の駒）をどう動かすつもりであるかを記した「命令書」（メモ帳でも紙切れでも構わない）を全員が作成するプロット制で、全員が作成し終えたら命令書を一斉に公開する。つまり、他のプレイヤーがどう軍隊を動かすか明確には分かっていない状態で他プレイヤーの狙い・意図を推測して自軍の行動を選択しなければならないのである。これによって、各国の思惑がぶつかり合い（松田道弘はボードゲーム紹介の本の中で『パチンコ玉を1度にはじいたような複雑な屈曲運動』と表現した）、まさに「マルティプル・コンフリクト」となる。
特筆すべきは、ゲームの開始前あるいは各ターンごとに交渉の時間が与えられていることである。この間、各プレイヤーは自由に話し合うことができる。この際、別室へ移るなどして一部プレイヤー間だけの秘密の交渉を行うことも良くある。プレイヤー間の取り引き・同盟はどのような条件や内容も許されるため、ここでは様々な条件の提示や粘り強い駆け引きが行われることになる。しかし、交渉内容を守る義務は無い。ゲーム内の時間経過は約10年程度（20ターンほど）と比較的短いものの、この交渉で時間がかかることによりゲーム全体が長引き、プレイ時間は4時間ほどにも及ぶ。なお、日本などで本作があまり広くプレイされていない理由のひとつはこの所要時間の長さであると言われている。また裏切り前提の交渉ゲームゆえに、「友情破壊ゲーム」「ゲームサークル崩壊ゲーム」と言う仇名まであり、そのせいで敬遠されるのも原因であるとも言える。

### 駒 - 陸海軍の動き
陸軍は、
1. ムーブ（移動）
2. H（ホールド、駐留）
3. S（サポート、援護）

の3つの行動を選択できる。
1.の場合、例えば  Spa から Por に向かう場合なら「A Spa - Por」と表記する（ただし、決まった書式があるわけではないので「わかればよい」と別の書式を用いる者もいる。これは他も同じである）。2.の場合、例えば Mos に留まる場合は「A H Mos」と表記する。3.については後述する。なお、この表記はチェスの棋譜に準じている。
陸軍は隣接する陸地のみを移動できる。他方、海軍は、上記3種の行動に加えて、4.C（コンボイ、輸送）を行うことができる。
これは、「陸地 - 海域 - 陸地」と並んでいて、左側陸地の陸軍が右側に移動したいときに行う。間の海域に海軍がいれば輸送によって、陸軍に海をまたがせることができる。このときの表記は、例えば左から「Lon - NTH - Bel」であるとすれば、2つに分けて「A Lon - Bel」「F NTH C A Lon - Bel」とする。当然この場合陸海軍ともにその時点で行動が終了する。また、海軍の移動可能な場所は少々複雑であり、「海域から隣接する海域」「海域から隣接する陸地、またはその逆」「陸地から、同じ海域を共有し、現地点と地続きの陸地」への移動が可能である。ただし、一部に例外が存在し、Bul、Spa、StPの三地域に関しては、「異なる二つの海岸が存在する」と認識されるため、海岸の方角に従って N・S・E・Wを命令書の後に付け足さなければならないし、入り方次第では「同じ海域を共有している」ことにならず、移動や支援が行えなくなる場面も存在する。ただし、Kie、Con、Den、Swe については、同じく二つの海岸があるように見えるが、「一つの海岸のみ存在する」ものとして扱われる。
プレイヤーは、命令書に自軍の駒の動きを全て書いておき、駒の移動はゲームマスターが判定する。ところが、こうして駒を動かしていくと、駒同士がぶつかり合う局面が発生する。1つの地域には1つの駒しか入れないため、「スタンドオフ」と呼ばれる状態で両軍共に動くことができない。たとえば、「Mos - Ukr - Gal」でMosにロシア軍、Galにトルコ軍がおり、互いにUkrに侵攻しようとしていた場合、両軍は元の地点に待機することになる。また、「互いが互いに相手の地域に侵攻しようとした場合」「一方が相手の地域に侵攻、一方がその場に駐留した場合」も同様である。
これでは互いに動けずこう着状態であるが、これを打開するのが S（支援）の存在である。例えば先ほどの「Mos - Ukr - Gal」だが、Ukr には Rum もつながっている。そこで、Rum にもトルコ軍がいた場合「A Rum S A Gal - Ukr」と書くと、Rum のトルコ軍がGal のトルコ軍の Ukr 侵攻を支援したことになる。こうなると、ロシア軍とトルコ軍の Ukr への戦闘力は「1対2」となり、戦闘力が高い方が勝利となるルールに基づいてトルコ軍が Ukr への移動に成功する。
また、支援はこうした「移動」だけでなく、「駐留」の支援も行える。こうした時は、「A 支援軍の地点 S H 駐留軍の地点」として表す。こうした攻防によって、互いに領土を取り合っていく。また、支援は、自国の軍だけでなく、他国軍に対しても行うことができる。
戦闘の結果、元いた地点を追われることがある。このときは、最も近い地続きの地域に撤退するが、撤退する場所がないときは、その軍は全滅した、とみなされて盤から外す。
しかし、支援軍の地点に対して敵軍が侵攻してきた場合、支援軍は支援を行う余裕を失い、支援は無効となって単なる駐留になってしまう。これを利用して敵の戦闘力を減らす戦術も可能である。
支援はその軍が移動できる場所に限られる。また、支援する側は1つの軍に対してしかできないが、支援される側はいくつの軍からでも支援を受けることができる。

### 補給地の集計
秋のターンが終わる都度、国ごとの補給地数の集計を行う。「国の補給地」として認められるのは、
1. その国が既に支配しており、他国に支配されていない補給地
2. 秋が終了した時点で、その国の軍がいた補給地

である。2.についてはあくまで秋のターン終了時のみで、「春のターン終了時にはいたが、秋のターンで別の地点に移った」場合は補給地として認められない。
補給地の数が自軍の駒の数よりも多い場合、陸軍・海軍のいずれか好きな駒を補給地の数と一致するように自軍の補給地のどこかに増援として配置することができる。逆に、補給地の数が自軍の駒の数より少ない場合、補給地の数と一致するまで自軍の駒をいずれか減らさなければならない。
これらのことを踏まえつつ、他プレイヤーと協力し、時には裏切り合って自国の領土を拡大していくのがこのディプロマシーというゲームである。

## その他

### 様々なプレイ形態
ゲーム的な手続きや処理は少なく、主としてプレイヤー間の交渉が重要であることから、直接顔を合わせずに何らかの通信手段を介してプレイすること（プレイバイメール）が比較的平易に実現できる。プレイ時間の長さなどを考慮すると、場合によってはこのような形態の方がプレイしやすいとも考えられる。
インターネットの普及に伴い、郵便ではなく電子メールを使ったプレイも普及し、さらにウェブサイト上でのプレイ（オンラインゲーム）も可能となった。オンラインでのマルチプレイは、最大7人まで参加可能。ボード版と違って命令を紙に書く必要がなく、謀議の時はチャットを使う。交渉には30分（最初のターンのみ）、10分の時間制限があるなど判定処理はコンピュータが行ってくれるので、プレイ時間が短くなった。
この他、コンピュータゲーム版 も存在する。

### 地域略称一覧（アルファベット順）
本作において用いられる、地名の略称。
海域
| - ADS アドリア海 - AES エーゲ海 - BAR バレンツ海 - BAL バルト海 - BLA 黒海 - EMS 東地中海 | - ENC イギリス海峡 - GOB ボスニア湾 - GOL リオン湾 - HEL ヘルゴラント湾 - IOS イオニア海 - IRS アイリッシュ海 | - MAO 中大西洋 - NAO 北大西洋 - NTH 北海 - NWG ノルウェー海 - SKA スカゲラク海峡 - TYS ティレニア海 - WMS 西地中海 |

陸地
| - Alb アルバニア - Ank アンカラ - Apu アプリア - Arm アルメニア - Bel ベルギー - Ber ベルリン - Boh ボヘミア - Bre ブレスト - Bud ブダペスト - Bul ブルガリア - Bur ブルゴーニュ - Cly クライド - Con コンスタンティノープル - Den デンマーク - Edi エディンバラ - Fin フィンランド - Gal ガリツィア - Gas ガスコーニュ - Gre ギリシア | - Hol オランダ - Kie キール - Liv リヴォニア - Lon ロンドン - Lpl リヴァプール - Mar マルセイユ - Mos モスクワ - Mun ミュンヘン - NAf 北アフリカ - Nap ナポリ - Nor ノルウェー - Par パリ - Pic ピカルディ - Pia ピエモンテ - Por ポルトガル - Pru プロイセン - Rom ローマ - Ruh ルール - Rum ルーマニア | - Ser セルビア - Sev セヴァストポリ - Sil シレジア - Smy スミルナ - Spa スペイン - StP サンクトペテルブルク - Swe スウェーデン - Syr シリア - Tri トリエステ - Tun チュニス - Tus トスカーナ - Tyr ティロル - Ukr ウクライナ - Ven ヴェネツィア - Vie ウィーン - Wal ウェールズ - War ワルシャワ - Yor ヨークシャー |